# Bognár Zsolt (labdarúgó)
Bognár Zsolt (Csorna, 1979. március 28. –) labdarúgó, hátvéd.

## Pályafutása

### Diósgyőr
A 2009–2010-es szezon közben csatlakozott a DVTK-hoz.
2011-ben a Gyirmót FC-hez szerződött.

## Sikerei, díjai
- bajnok: 2003-04
- MK-győztes 2003, 2004
- ezüstérmes: 2004-05

## Külső hivatkozások
- Hlsz.hu profil
- dvtk.eu profil
- nso.hu profil[halott link]
- hivatalos oldal.